# اجارا ۱
اجارا ۱ (به لاتین: Adjarra I) یک منطقهٔ مسکونی در بنین است که در استان اومه واقع شده‌است.

## خصوصیات
اجارا ۱ ۸٬۶۵۱ نفر جمعیت دارد.